# Josef Ottrubay
Josef Ottrubay (* 2. August 1926 in Budapest; † 7. September 2015 in der Schweiz) war von 1960 bis 1990 Direktor am Zentralschweizerischen Technikum (ZTL) in Luzern. Als Bruder von Fürstin Melinda Esterházy, war Ottrubay Mitbegründer und mehrere Jahre Vorstand der Stiftungsgruppe Esterházy.

## Leben und Wirken
Josef Ottrubay war das zweite Kind von Desiderius und Rosa Ottrubay-Schmid; sein Vater (* 1881) war Präsident des Budapester Oberlandesgerichts. Seine Schwester war die spätere Fürstin Melinda Esterházy. Die ersten Jahre verbrachte er in Budapest, im Alter von elf Jahren wurde er von seinen Eltern auf das staatliche Internat (Kadettenschule) in Köszeg gesandt, wo er am Realgymnasium maturierte. Anschließend schlug er die Offizierslaufbahn ein. In den letzten Monaten des Zweiten Weltkrieges diente er als Leutnant in der ungarischen Artillerie bei der Verteidigung von Budapest und erlitt mehrere Kriegsverletzungen.
In der Nachkriegszeit begann er ein Maschinenbaustudium an der Technischen Universität Budapest und war in der katholischen Hochschulbewegung aktiv. Diese wandte sich kurz danach gegen die russische Besetzung, wodurch es zu mehreren Verhaftungen durch die kommunistische Staatssicherheit kam, in deren Kerkern er misshandelt wurde. Auf Anraten seiner Familie entschied er sich für die Flucht in den Westen. 1949 erreichte er Wien und zog dann nach Innsbruck und in die Schweiz. 1950 begann er das Studium der Elektrotechnik an der ETH Zürich und diplomierte ein Jahr später mit Auszeichnung.
1959 wurde er als Dozent an das Zentralschweizerische Technikum (ZTL)  in Luzern berufen, nachdem er intensive Arbeitserfahrung in der Schweizer Industrie, insbesondere in der Regelungs- und Fernmeldetechnik gesammelt hatte. Ein Jahr später wurde er zum Direktor der Hochschule ernannt. 1964 wurde ihm die Schweizer Staatsbürgerschaft verliehen. Er hatte die Gesamtleitung des ZTL bis zu seiner Pensionierung 1990 inne. In einer großen gemeinsamen Feier der Trägerkantone Luzern, Schwyz, Uri Ob- und Nidwalden wurde er 1990 im Parlament geehrt und verabschiedet.
Ab 1992 unterstützte er als wichtigster Berater seine Schwester Melinda Esterházy und plante gemeinsam mit ihr die künftigen Strukturen der Stiftungen Esterházy im Burgenland. Ziel war die Einbringung des historischen Besitzes der fürstlichen Familie Esterházy in unauflösliche österreichische Privatstiftungen, um das kulturelle Erbe – mit Schloss Esterhazy, Burg Forchtenstein, Römersteinbruch St. Margarethen, Schloss Lackenbach und den bedeutenden Sammlungen – für Österreich, das Burgenland und den pannonischen Raum zu vereinen und zu bewahren. Als langjähriges Mitglied des Stiftungsvorstandes lag sein Interesse stets auf der wirtschaftlichen Stärkung und Modernisierung der Wirtschaftsbetriebe sowie der kontinuierlichen Sanierung und Aufwertung der großen Baudenkmäler des Burgenlandes. Ab 2001 unterstützte er tatkräftig den Generationenwechsel im Stiftungsvorstand und achtete besonders auf die Berufung von unbelasteten und korrekt agierenden Fachleuten in die verantwortungsvollen Positionen innerhalb der Stiftungen.
Josef Ottrubay verstarb am 7. September 2015 im engsten Kreis der Familie in der Schweiz.

### Privates
Ottrubay heiratete 1952  die im ungarischen Sopron geborene Magdalena Theresia von Arentschildt und bekam mit ihr fünf Kinder, darunter Stefan Ottrubay.  Als Präsident im Pfarrgemeinderat war er viele Jahre in seiner Kirchgemeinde in Luzern tätig und unterstützte zahlreiche Studenten und junge Dozenten in schwierigen Lebenssituationen. Nach 1989 reiste er regelmäßig nach Ungarn, wo er ebenfalls diverse karitative und religiöse Institutionen aktiv unterstützte.